# Wilmot (rivière)
Pour les articles homonymes, voir Wilmot.
La rivière Wilmot  (anglais : Wilmot River) est un cours d’eau du nord du Fiordland, dans l’Île du Sud de la Nouvelle-Zélande, dans le District de Southland, dans la région de Southland.

## Géographie
Elle prend naissance dans la chaîne des ‘Skippers Range’ et s’écoule dans le lac Wilmot.